# Гражданское дело
Гражда́нское де́ло — правовой вопрос, возникший из гражданского, семейного, трудового, земельного или иного права, и требующий рассмотрения и разрешения юрисдикционным органом в соответствии с установленной для этого процедурой.
Гражданским делом также часто называют судебное рассмотрение таких вопросов (то есть гражданский процесс). Процессуальное сопровождение решения споров по гражданским делам  представлено в Гражданском процессуальном кодексе Российской Федерации.

## Правовая природа
Вопросы, возникающие в ходе реализации гражданами и организациями своих прав и обязанностей, в некоторых случаях требуют вмешательства и принятия властного решения определённым юрисдикционным органом. К данной сфере права относятся:
- Расторжение брака (если в данном вопросе супруги не могут прийти к соглашению и оформить развод через ЗАГС);
- Раздел имущества;
- Взыскание долгов, возникших в результате гражданских отношений и т.д.

ноновляет адвокат по гражданским делам, к которому обращаются участники споров. При его поддержке осуществляется подача искового заявления в суд, согласно процессуальным нормам, а также последующее рассмотрение вопроса уполномоченными органами, лицами, вплоть до полного решения конфликта. 
В зависимости от вида вопроса и предусмотренной для его рассмотрения процедуры, все дела делятся на конституционные, уголовные, административные и гражданские.
Все категории дел, за исключением гражданских, имеют строго определённые свойства, закреплённые действующим законодательством.
Так, к конституционным делам относятся вопросы толкования конституции и проверка соответствия конституции действующих нормативно-правовых актов, к уголовным делам относится перечень вопросов, возникающих из деяний (преступлений), исчерпывающим образом перечисленных в Уголовном кодексе Российской Федерации, к административным делам относится перечень вопросов, возникающих из деяний (правонарушений), исчерпывающим образом перечисленных в Кодексе об административных правонарушениях Российской Федерации.
Таким образом, к категории гражданских дел относится всё разнообразие вопросов, которые не подпадают под понятия конституционных, уголовных и административных дел.
Ввиду различной природы и общественной значимости правовых вопросов, для их разрешения применяются различные процедуры, основанные на разных принципах.

## Порядок рассмотрения и разрешения
Многообразие и правовая природа гражданских дел предопределяют особый порядок их рассмотрения.
Гражданские дела могут рассматриваться уполномоченными на это законом административными органами, общественными организациями и судами.
Лицо, обращающееся за защитой или восстановлением своего права, вправе самостоятельно выбирать орган, который будет рассматривать его гражданское дело, если для разрешения вопроса предусмотрена возможность обращения в несколько юрисдикционных органов .

### Судебное рассмотрение
В связи с тем, что Конституция РФ гарантирует всем право на судебную защиту, любое гражданское дело может быть рассмотрено в суде, возможно заочное рассмотрение дела. Решения иных органов по гражданским делам также могут быть оспорены в суде.
Рассмотрение гражданских дел осуществляется арбитражными судами и судами общей юрисдикции в порядке гражданского судопроизводства (разновидностью которого является арбитражный процесс).
Все гражданские дела можно разделить на следующие группы:
- исковые дела с участием граждан, организаций, органов государственной власти, органов местного самоуправления о защите нарушенных или оспариваемых прав, свобод и законных интересов, по спорам, возникающим из гражданских, семейных, трудовых, жилищных, земельных, экологических и иных правоотношений;
- дела, возникающие из публичных правоотношений, связанные с защитой избирательных прав, оспаривание решений и действий государственных органов и должностных лиц;
- дела особого производства, не связанные со спором о праве, но требующие принятия судом решения [3];
- дела об оспаривании решений третейских судов и о выдаче исполнительных листов на принудительное исполнение решений третейских судов;
- дела о признании и приведении в исполнение решений иностранных судов и иностранных арбитражных решений.

Оспаривании решений, действий или бездействия органов государственной власти, местного самоуправления, должностных лиц, государственных и муниципальных служащих производится в соответствии с Гражданским процессуальным кодексом РФ, глава 25.